# Giro del Veneto 1981
Il Giro del Veneto 1981, cinquantaquattresima edizione della corsa, si svolse il 5 settembre 1981 su un percorso di 234 km. La vittoria fu appannaggio dell'italiano Giovanni Mantovani, che completò il percorso in 6h09'00", precedendo i connazionali Pierino Gavazzi e Silvano Contini.
I corridori che tagliarono il traguardo di Montegrotto Terme furono 59.

## Ordine d'arrivo (Top 10)
| Pos. | Corridore           | Squadra               | Tempo    |
| ---- | ------------------- | --------------------- | -------- |
| 1    | Giovanni Mantovani  | Hoonved-Bottecchia    | 6h09'00" |
| 2    | Pierino Gavazzi     | Magniflex-Olmo        | s.t.     |
| 3    | Silvano Contini     | Bianchi-Piaggio       | s.t.     |
| 4    | Luciano Lorenzi     | Santini-Selle Italia  | s.t.     |
| 5    | Alfredo Chinetti    | Inoxpran              | s.t.     |
| 6    | Giuseppe Montella   | Selle San Marco-W.    | s.t.     |
| 7    | Alfio Vandi         | Selle San Marco-W.    | s.t.     |
| 8    | Leonardo Mazzantini | Famcucine-Campagnolo  | s.t.     |
| 9    | Mario Beccia        | Santini-Selle Italia  | s.t.     |
| 10   | Wladimiro Panizza   | Gis Gelati-Campagnolo | s.t.     |